# Trachyjulus fissispinus
Trachyjulus fissispinus är en mångfotingart som först beskrevs av Carl Graf Attems 1930.  Trachyjulus fissispinus ingår i släktet Trachyjulus och familjen Cambalopsidae. Inga underarter finns listade i Catalogue of Life.